# Liste der Kulturgüter in Kilchberg BL
Die Liste der Kulturgüter in Kilchberg BL enthält alle Objekte in der Gemeinde Kilchberg im Kanton Basel-Landschaft, die gemäss der Haager Konvention zum Schutz von Kulturgut bei bewaffneten Konflikten, dem Bundesgesetz vom 20. Juni 2014 über den Schutz der Kulturgüter bei bewaffneten Konflikten sowie der Verordnung vom 29. Oktober 2014 über den Schutz der Kulturgüter bei bewaffneten Konflikten unter Schutz stehen.
Objekte der Kategorien A und B sind vollständig in der Liste enthalten, Objekte der Kategorie C fehlen zurzeit (Stand: 1. Januar 2023).

## Kulturgüter
| Foto |                                                                                | Objekt                                            | Kat. | Typ | Standort                           | Beschreibung |
| ---- | ------------------------------------------------------------------------------ | ------------------------------------------------- | ---- | --- | ---------------------------------- | ------------ |
| ja   | Datei hochladen · Wikidata zu Kirche St. Martin (Q1248719)                     | Evangelisch-reformierte Kirche KGS-Nr.: 01440     | A    | G   | Kirchplatz 2 634727 / 252892       |              |
| BW   | Datei hochladen · Wikidata zu Evangelisches-reformiertes Pfarrhaus (Q29678385) | Evangelisch-reformiertes Pfarrhaus KGS-Nr.: 11663 | B    | G   | Kirchplatz 1 634694 / 252912       |              |
| BW   | Datei hochladen · Wikidata zu Bauernhaus (Q29678370)                           | Bauernhaus KGS-Nr.: 12137                         | B    | G   | Hauptstrasse 8, 8b 634668 / 252941 |              |